# Yoel Levi
Pour les articles homonymes, voir Levi.
 (avril 2014).
Si vous disposez d'ouvrages ou d'articles de référence ou si vous connaissez des sites web de qualité traitant du thème abordé ici, merci de compléter l'article en donnant les références utiles à sa vérifiabilité et en les liant à la section « Notes et références ».
Yoel Levi est un chef d'orchestre israélien-américain, né à Satu Mare (Roumanie), le 16 août 1950.

## Biographie
Né dans une famille juive à Satu Mare, en Roumanie, il est émigré en Israël dans son enfance, avec sa famille. Il a étudié le violon, la percussion, le violoncelle et le piano, puis a poursuivi sa formation de violoniste et de percussionniste à l'Académie de musique à Tel Aviv, où il a fini sa maîtrise en 1975. Cependant, il s'est perfectionné en direction d'orchestre avec Mendi Rodan à la Académie de musique de Jérusalem, en obtenant la diplôme en 1976.
Par la suite, il s'est perfectionné toujours en direction d'orchestre avec Franco Ferrara à Sienne et Rome, Kirill Kondrachine aux Pays-Bas et à la Guildhall School of Music and Drama de Londres.
À la suite de son Premier prix au Concours international de direction d'orchestre à Besançon en 1978, il devient pendant six ans l'assistant de Lorin Maazel à l'Orchestre de Cleveland, et se voit nommé directeur musical de l'Orchestre symphonique d'Atlanta de 1988 à 2000. C'est durant ces années que le magazine anglais Gramophone a salué son influence sur le niveau artistique de l'orchestre : « Yoel Levi a bâti pour lui et son orchestre une grande réputation qui fait de plus en plus l'envie des cinq grandes formations américaines à New York, Philadelphie, Cleveland, Boston et Chicago». Ce ressenti est confirmé par la nomination de l'Orchestre symphonique d'Atlanta comme le "Meilleur Orchestre de l'Année" en 1991/1992, au First Annual International Classical Music Awards.
Yoel Levi occupe également ses positions auprès de nombreux orchestres Européens, élevant constamment les représentations à un nouveau niveau, applaudi par la critique. Alors qu'il est directeur musical de l'Orchestre de la Radio flamande à Bruxelles (2001 à 2007), il est nommé directeur musical de l'Orchestre national d'Île-de-France en 2005 ; poste qu'il tiendra jusqu'en 2012, donnant des concerts réguliers à Paris et en Île-de-France et amenant de plus en plus l'orchestre en tournée en Espagne, Europe de l'Est et à Londres, où les médias encensent l'orchestre comme étant l'un des plus inspirants et dynamiques orchestres en Europe.
Ses différents engagements en qualité de chef invité l’ont conduit à diriger partout dans le monde les meilleures formations, à Londres, Paris, Berlin, Prague, Budapest, Rome, Francfort, Munich, Copenhague, Stockholm, en Israël... et aussi en Corée et au Japon. En Amérique du Nord, il est à la tête de l'Orchestre philharmonique de New York ainsi que d'orchestres tels que ceux de Boston, Philadelphie, Cleveland, Chicago, Los Angeles, Pittsburgh, San Francisco, Washington, Minnesota, Toronto et Montréal…
Il est le premier Israélien à être Principal Chef Invité de l'Orchestre philharmonique d'Israël, avec lequel il part en tournées aux États-Unis et au Mexique, et donne un concert spécial en l'hommage au 60e anniversaire de l'État d'Israël. D'autres tournées plus récentes incluent celle en Nouvelle-Zélande avec l'Orchestre symphonique de Nouvelle-Zélande, et des concerts couronnés de succès en Espagne avec l'Orchestre de Paris. Yoel Levi est régulièrement invité à diriger des événements spéciaux tels que la cérémonie du prix Nobel, à la tête de l'Orchestre philharmonique de Stockholm.
Depuis ses débuts dans la fosse en 1997 avec La Fanciulla del West au Teatro Communale de Florence, Yoel Levi consacre au répertoire lyrique une grande part de ses activités en dirigeant notamment Carmen à l'Opéra lyrique de Chicago, L'Affaire Makropulos de Janacek à Prague, ou Edgar de Puccini avec l'Orchestre national de France.  Avec l'Orchestre Symphonique d'Atlanta il dirige La Flûte enchantée, L'Enlèvement au Sérail de Mozart et Le Château de Barbe-Bleue de Bartók… Il est aussi à la tête du Philharmonique de Bruxelles pour les productions de Tosca, Traviata ou bien encore Madame Butterfly de Puccini, et on compte parmi ses dernières représentations Tosca au Festival Puccini à Torre de Lago en Italie. En France, il dirige les Dialogues des Carmélites de Poulenc, ou Nabucco au Stade de France, avec le Chœur Nicolas de Grigny, devant un public de 60 000 personnes, enregistré et diffusé en live en Europe.
Parmi ses autres performances on retrouve Aida, Élixir d'amour, Hansel et Gretel ou encore La Bohème.
Yoel Levi a réalisé plus de quarante enregistrements pour différents labels avec de nombreux orchestres tels que l'Orchestre de Cleveland, Philharmonique de Londres, Philharmonia, le Philharmonique de Bruxelles, et le Philharmonique d'Israël. Plus d'une trentaine d'entre eux sont enregistrés avec l'Orchestre symphonique d'Atlanta pour le label Telarc. Ses enregistrements consacrés à la musique de Barber, Beethoven, Brahms, Copland, Dohnanyi, Dvorak, Haydn, Hindemith, Kodaly, Mahler, Mendelssohn, Moussorgski, Nielson, Prokofiev, Puccini, Ravel, Rossini, Saint-Saëns, Schoenberg, Chostakovitch, Sibelius, Stravinsky ou encore Tchaïkovski.
De 2014 à 2019, il a été directeur musical et chef principal de l'Orchestre symphonique de la KBS à Séoul. Yoel Levi est reconnu à travers le monde pour son travail à la tête de nombreux prestigieux orchestres mondiaux, son répertoire symphonique, son travail opératique et lyrique et sa large discographie. En 2021, il est nommé directeur musical de l'Orchestre Symphonique de Haifa.
En 1997, Yoel Levi est récompensé d'un honorifique Doctor of Fine Arts Degree par l'université Oglethorpe d'Atlanta et donne alors le discours d'ouverture de la cérémonie. En juin 2001 il est nommé chevalier de l'ordre des Arts et des Lettres par le gouvernement français.